# تشن غانغ (لاعب كرة قدم)
تشن غانغ (بالصينية: 陈刚) هو لاعب كرة قدم صيني في مركز الدفاع، ولد في 9 مارس 1972 في تشينغداو في الصين. شارك مع منتخب الصين لكرة القدم. أما مع النوادي، فقد لعب مع شانغهاي غرينلاند شينهوا وكينغداو جونون ونادي شانغهاي بودونغ لكرة القدم.

## وصلات خارجية
- تشن غانغ (لاعب كرة قدم) على موقع قاعدة بيانات كرة القدم.إي يو (الإنجليزية)
- تشن غانغ (لاعب كرة قدم) على موقع ناشيونال فوتبول تيمز (الإنجليزية)